# 科马兰
科马兰（法語：Commarin，法語發音：[kɔmaʁɛ̃]）是法国科多尔省的一个市镇，位于该省中部偏西南，属于博讷区。

## 地理
科马兰（47°15'24"N, 4°38'56"E）面积6.39 平方千米，位于法国勃艮第-弗朗什-孔泰大區科多尔省，该省份为法国中东部省份，北起奥布省，西接涅夫勒省和约讷省，南至索恩-卢瓦尔省，东南接汝拉省，东临上索恩省，东北部与上马恩省接壤。
与科马兰接壤的市镇（或旧市镇、城区）包括：蒙图瓦约、沙托讷夫、欧苏瓦地区旺德内斯、瑟马雷、乌什河畔拉比西耶尔、克雷昂塞。

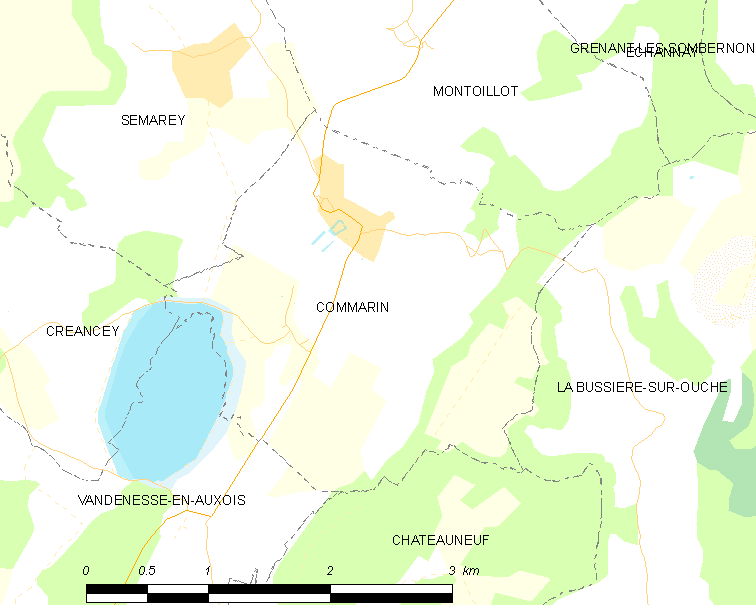
科马兰的OSM定位图

科马兰的时区为UTC+01:00、UTC+02:00（夏令时）。

## 行政
科马兰的邮政编码为21320，INSEE市镇编码为21187。

## 政治
科马兰所属的省级选区为阿尔奈勒迪克县。

## 人口

1962-2008年间科马兰人口变化图示

科马兰于2022年1月1日时的人口数量为121人。